# Nicolas Heurtier
Pour les personnes de même nom de famille, voir Heurtier.
Nicolas Jean Jacques François Heurtier est un homme politique français né à Saint-Étienne le 21 mars 1812 et mort à Paris le 10 mars 1870. Il est notamment député, conseiller d'État et directeur général de l'agriculture et du commerce.

## Biographie
Fils de Jean Baptiste Charles Joseph Heurtier, notaire du Chambon et Claudine Joséphine Dutreuil de Rhins, petit-fils du côté maternel d'un avoué de Saint-Étienne, il fait ses études secondaires à Lyon puis de droit à Paris. Il revient à Saint-Étienne comme avocat en 1833. Entré au conseil général de la Loire en 1846, il est élu conseiller municipal en 1848 et devient très vite le maire de Saint-Étienne. Au conseil général, il défend le transfert de la préfecture de Montbrison à Saint-Étienne. Il est enfin élu représentant du peuple à l'Assemblée en mai 1849 et ses fonctions de député l'emportent sur ses responsabilités de maire ce qui l'amène à démissionner en 1852. Il a néanmoins avant de quitter Saint-Étienne présenté un vaste programme de politique d'urbanisation. 
Siégeant à droite à l'assemblée législative, il vote pour l'expédition à Rome et en faveur de la loi Falloux. Il contribue à l'adoption du projet d'un chemin de fer de Lyon à la Méditerranée en 1851. Partisan du prince-président Louis-Napoléon, il devient conseiller d'État et directeur général de l'agriculture et du commerce en 1852, ce qui en fait un ministre sans le titre. Il prend part à la conclusion du traité de commerce de 1855 entre la France et la Belgique. Commissaire du gouvernement au Corps législatif (1854), il reçoit de nombreuses décorations françaises et étrangères : il est notamment fait commandeur de la Légion d'honneur en 1865. Il écrit un ouvrage sur L'émigration européenne publié en 1855.